# يولاندا هنري
يولاندا هنري (بالإنجليزية: Yolanda Henry) هي واثبة عالي أمريكية، ولدت في 2 ديسمبر 1964.

## وصلات خارجية
- يولاندا هنري على موقع الاتحاد الدولي لألعاب القوى (الإنجليزية)